# Nothoscordum macrantherum
Nothoscordum macrantherum là một loài thực vật có hoa trong họ Amaryllidaceae. Loài này được (Kuntze) Beauverd mô tả khoa học đầu tiên năm 1908.